# Andreas Bloch
Andreas Schelven Schroeter Bloch, född den 29 juli 1860 i dåvarande Skedsmo kommun, död den 11 maj 1917 i Kristiania, var en norsk målare och tecknare.
Bloch blev vid sjutton års ålder elev i Knut Bergsliens teckningsskola och fick ungefär samtidigt anställning som tecknare i en skämttidning. I början av 1880-talet studerade han ett par vintrar i Düsseldorf under professor Jansen.
Under senare år illustrerade Bloch en mängd norska arbeten, framför allt historiska och krigshistoriska, samt utförde teckningar till skämttidningen Korsaren.
Som tecknare vid Nationaltheatret i Kristiania såg han till att ett betydande antal historiska skådespel framfördes i stilfull och korrekt utstyrsel.

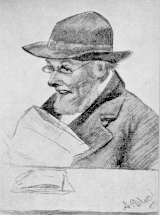
Andreas Bloch porträtterad av Ivar Aasen, 1886.